# 眞島竜男
眞島 竜男（まじま たつお、1970年 - ）は、日本のアーティスト。

## 概要
選挙のたびに投票、一票ごとに踊る。
第58回ヴェネツィア・ビエンナーレ日本館展示プランを長谷川新と提出している。

## 経歴
1970年、東京都に生まれる。1990年から1993年までロンドン大学ゴールドスミスカレッジ美術科に在籍。1997年から2000年まで、スタジオ食堂に参加。2000年から2004年まで、BゼミLearning system of Contemporary Art専任講師をする。現在、神奈川にて制作、活動を行う。

## 作品
- 《今日の踊り》（2012–13）
- 《北京日記》（2010）
- 《鵠沼相撲・京都ボクシング》（2010初演）
- 《日本近代美術／楽しき国土》（1995）